# Santa Maria de la Cabanassa

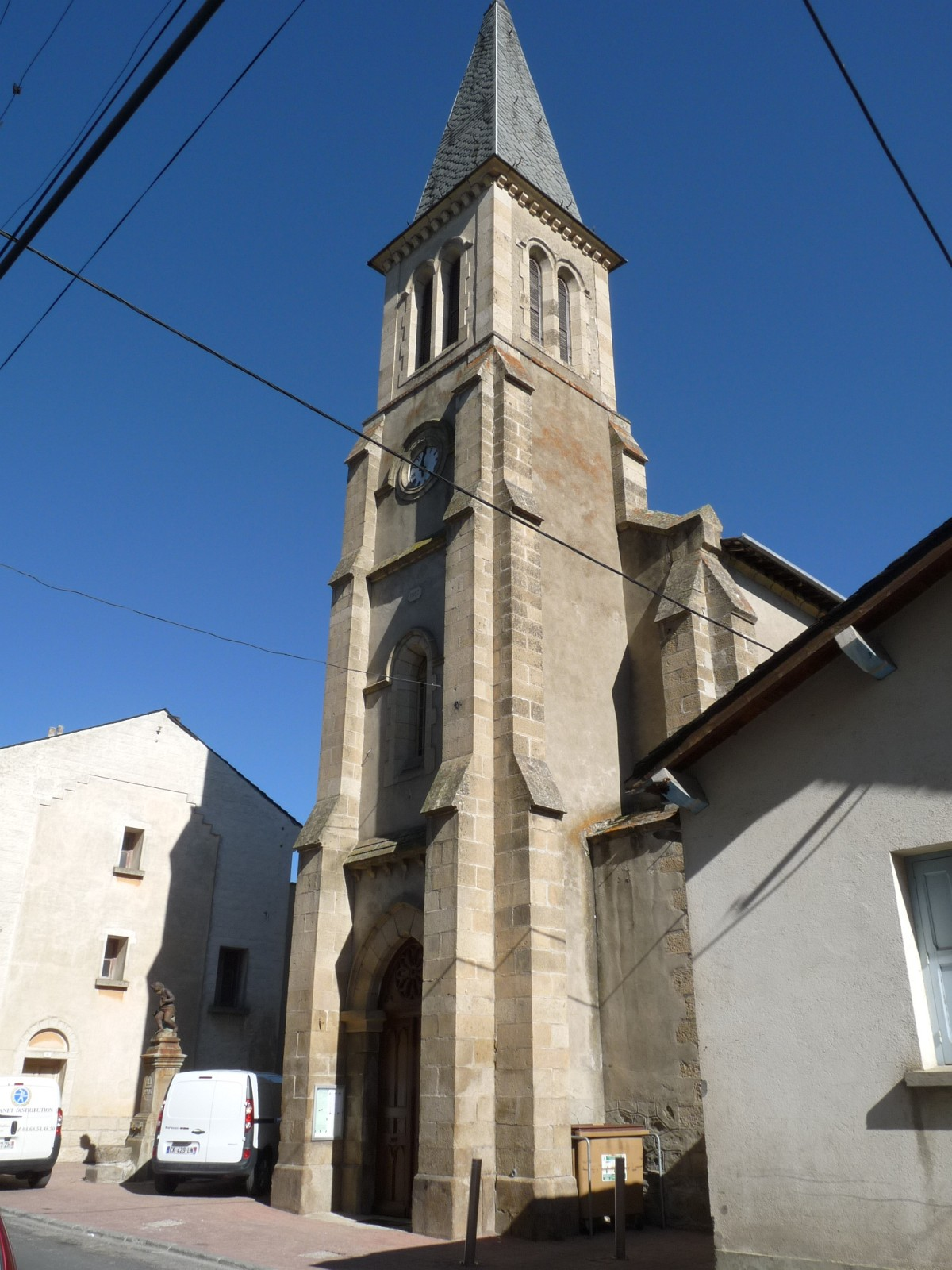
Campanar de l'església

Santa Maria de la Cabanassa (Mare de Déu de l'Assumpció) és l'església parroquial del poble de la Cabanassa, del terme comunal del mateix nom, a la comarca del Conflent, de la Catalunya del Nord.
Està situada a l'extrem meridional del centre del poble de la Cabanassa.
És una església moderna, d'estil neogòtic, molt gran. És de nau única, amb planta de creu, formada per un transsepte. S'hi venera una imatge de la Mare de Déu de la Perxa, probablement procedent de la desapareguda església de Santa Maria de la Perxa.